# M18 (Oekraïne)
De M18 is een autoweg in Oekraïne. Het is een van de langste wegen in het oosten van het land, en verbindt Charkov met Jalta op het schiereiland Krim. De weg was vroeger onderdeel van de route tussen Moskou en de Krim. De M18 is 683 kilometer lang.
De M18 is onderdeel van de E105.

## Verloop
De weg begint in Charkov, vanwaar de weg naar het zuidwesten leidt. Na 19 kilometer passeert de weg de 81 kilometer lange ringweg van Charkov. Na 101 kilometer komt men bij de stad Krasnohrad de kruising met de R11 tegen, een hoofdweg naar Poltava. Bij Novomoskovsk is een 24 kilometer lange bypass gebouwd richting de M04 naar Dnipro. De M18 zelf gaat ten oosten van de stad langs, en leidt naar de grote stad Zaporizja, langs de oostkant van de Dnjepr-stuwmeren.
Na Zaporizja gaat de weg via Vasylivka naar de stad Melitopol, waar de M14 gekruist wordt. Deze weg gaat naar Marioepol en Cherson. Na Meltipol leidt de M18 vrijwel kaarsrecht over 90 kilometer naar het schiereiland de Krim.
Bij Dzjankoj wordt de M25 gekruist, welke naar Cherson en Feodosija leidt. Over de vlakten van het noordelijk gedeelte van de Krim leidt de weg naar Simferopol, een centrale stad op het schiereiland. Hier sluit de weg aan op de N05 naar Cherson, de N06 naar Sebastopol en de R23 naar Kertsj.
Daarna gaat de M18 gaat wel naar de kust van de Zwarte Zee. Daarvoor moet de weg door het Krimgebergte, via een 752 meter hoge pas even voor Aloesjta. Uiteindelijk eindigt de weg in Jalta.
M01 ·
M02 ·
M03 ·
M04 ·
M05 ·
M06 ·
M07 ·
M08 ·
M09 ·
M10 ·
M11 ·
M12 ·
M13 ·
M14 ·
M15 ·
M16 ·
M17 ·
M18 ·
M19 ·
M20 ·
M21 ·
M22 ·
M23 ·
M24 ·
M25 ·
M26 ·
M27 ·
M28 ·
M29 ·
M30
N01 ·
N02 ·
N03 ·
N04 ·
N05 ·
N06 ·
N07 ·
N08 ·
N09 ·
N10 ·
N11 ·
N12 ·
N13 ·
N14 ·
N15 ·
N16 ·
N17 ·
N18 ·
N19 ·
N20 ·
N21 ·
N22 ·
N23 ·
N24 ·
N25 ·
N26 ·
N27 ·
N28 ·
N30 ·
N31 ·
N32 ·
N33